# 新潟県第4区
新潟県第4区（にいがたけんだい4く）は、日本の衆議院議員総選挙における選挙区。1994年（平成6年）の公職選挙法改正で設置。

## 区域

### 現在の区域
2022年（令和4年）公職選挙法改正以降の区域は以下のとおりである。6区の廃止により大幅に変更した。
- 長岡市
- 柏崎市
- 小千谷市
- 見附市
- 三島郡
- 刈羽郡

### 2022年以前の区域

衆議院議員小選挙区の新潟県における2022年までの区割り

2013年（平成25年）公職選挙法改正から2022年の小選挙区改定までの区域は以下のとおりである。
- 新潟市[5]
  - 北区（旧横越町域：有権者数が僅少なため開票は江南区に含めて実施）
    - 本庁管内の小杉、十二前、横越 

  - 東区（旧亀田町域：ただし有権者はいない）
    - 石山出張所管内の亀田中島4丁目 

  - 中央区（旧亀田町域：ただし有権者はいない）
    - 南出張所管内の鵜ノ子、亀田早通 

  - 江南区（旧横越町・亀田町域）
  - 秋葉区
  - 南区（旧白根市域）
- 長岡市（旧栃尾市・中之島町域）
  - 栃尾支所管内
  - 中之島支所管内（押切川原町のうち、旧長岡市であった区域を除く）
- 三条市
- 加茂市
- 見附市
- 南蒲原郡

2002年（平成14年）公職選挙法改正から2013年の小選挙区改定までの区域は以下のとおりである。
- 三条市
- 新津市
- 加茂市
- 見附市
- 栃尾市
- 白根市
- 中蒲原郡
  - 小須戸町
  - 横越町
  - 亀田町
- 南蒲原郡

1994年（平成6年）公職選挙法改正から2002年の小選挙区改定までの区域は以下のとおりである。
- 三条市
- 新津市
- 加茂市
- 見附市
- 栃尾市
- 白根市
- 中蒲原郡
  - 小須戸町
  - 横越村
  - 亀田町
- 南蒲原郡

## 歴史
2022年の小選挙区改定までは新潟県県央地域の中核を担う三条市を中心とした選挙区。中選挙区制時代は旧新潟2区および旧新潟3区に跨っていた。
小選挙区制度移行前は旧栃尾市（現長岡市）出身の自由民主党の渡辺秀央が地盤を築いて6選していたが、渡辺は自民党を離党したため、旧新潟2区で無所属で当選していた栗原博久（出身地は秋葉区）を入党させて公認候補として4区に擁立した。また、民主党も旧3区時代に日本社会党公認で2度の当選経験を持つ坂上富男を擁立し、1996年の第41回衆議院議員総選挙は渡辺・栗原・坂上の三つ巴の争いとなったが、栗原がこれを制して当選して渡辺は落選。坂上は3位ながら比例で復活して議席を得た。その後、渡辺は自由党に入党して第18回参議院議員通常選挙に比例区から立候補して当選している。
2000年の第42回衆議院議員総選挙で自由党は元加茂市議会議員の菊田真紀子に渡辺の地盤を継承させて擁立。菊田は栗原に2,694票差まで迫ったが、自由党の比例北陸信越ブロックの獲得議席は1つしか無く、比例1位に一川保夫が掲載されていた為に、菊田は惜敗率では北陸信越ブロックでトップながら落選する事になった。また、民主党の坂上も比例復活も叶わず落選した。
2003年の第43回衆議院議員総選挙で民由合併によって菊田と坂上で活動している選挙区が重複したが、民主党は坂上を2区へと転出させ、坂上の地盤も菊田に集約させて選挙に臨んだ結果、菊田が初当選し栗原は比例にもかからず落選した。続く2005年の第44回衆議院議員総選挙では自民党は栗原洋志（博久の長男）を立てたが、菊田がこれに比例復活を許さず当選。2009年の第45回衆議院議員総選挙でも菊田が栗原に完勝し当選した。
政権交代の前に菊田を取り立てた渡辺秀央は民主党を離れ、自由党時代の上司小沢一郎も2012年に国民の生活が第一を立ち上げて民主党の議員を大量に引き抜いて離党したが、菊田はこれに同調せずに民主党に残留する事を選んだ。そして同年に行われた第46回衆議院議員総選挙で自民党は新人の金子恵美を擁立。選挙は金子が1万4000票以上の大差で当選し、菊田は辛うじて比例復活で議席を維持した。2014年の第47回衆議院議員総選挙でも金子が3,034票差の接戦を制して勝利し、菊田は比例当選した。
2017年の第48回衆議院議員総選挙の直前の民進党の希望の党合流構想に菊田は反発し、無所属での出馬を表明。これを受けて日本共産党・社会民主党・自由党新潟県連は相乗りして菊田に推薦を取り付け、野党共闘が成立した。また、かつて自民党の4区支部長であった栗原洋志が無所属での出馬を模索していたが、最終的に自民党の比例単独下位での立候補になった。金子vs菊田の一騎打ちとなったこの選挙で菊田は金子に圧勝して3期ぶりに小選挙区で当選を決め、金子は比例復活もできずに落選した。
2021年の第49回衆議院議員総選挙では立憲民主党公認で出馬した菊田が金子に代わって自民党公認候補として出馬した元三条市長の国定勇人を238票差で下し7選を果たした（国定も比例復活）。
2024年の第50回衆議院議員総選挙では、2022年の小選挙区改定によって菊田が新潟2区で、国定が比例北陸信越ブロック単独で立候補。新潟4区では、前回は新潟5区で出馬した立憲民主党前職の米山隆一、区割り変更前の新潟2区を地盤とし、前回は比例北陸信越ブロック単独で出馬した自民党前職の鷲尾英一郎、前回は新潟5区から出馬した自民党前職であったが鷲尾が公認を得たことで無所属で出馬した泉田裕彦の3人が立候補。米山隆一が小選挙区で当選し、残る2人は落選。

## 小選挙区選出議員
| 選挙名                 | 年     | 当選者     | 党派       |
| ---------------------- | ------ | ---------- | ---------- |
| 第41回衆議院議員総選挙 | 1996年 | 栗原博久   | 自由民主党 |
| 第42回衆議院議員総選挙 | 2000年 | 栗原博久   | 自由民主党 |
| 第43回衆議院議員総選挙 | 2003年 | 菊田真紀子 | 民主党     |
| 第44回衆議院議員総選挙 | 2005年 | 菊田真紀子 | 民主党     |
| 第45回衆議院議員総選挙 | 2009年 | 菊田真紀子 | 民主党     |
| 第46回衆議院議員総選挙 | 2012年 | 金子恵美   | 自由民主党 |
| 第47回衆議院議員総選挙 | 2014年 | 金子恵美   | 自由民主党 |
| 第48回衆議院議員総選挙 | 2017年 | 菊田真紀子 | 無所属     |
| 第49回衆議院議員総選挙 | 2021年 | 菊田真紀子 | 立憲民主党 |
| 第50回衆議院議員総選挙 | 2024年 | 米山隆一   | 立憲民主党 |

## 選挙結果
時の内閣：第1次石破内閣 解散日：2024年10月9日 公示日：2024年10月15日
当日有権者数：35万2778人 最終投票率：60.30%（前回比：3.87%） （全国投票率：53.85%（2.08%））
| 当落 | 候補者名   | 年齢 | 所属党派   | 新旧 | 得票数   | 得票率 | 惜敗率 | 推薦・支持               | 重複 |
| ---- | ---------- | ---- | ---------- | ---- | -------- | ------ | ------ | ------------------------ | ---- |
| 当   | 米山隆一   | 57   | 立憲民主党 | 前   | 93,764票 | 44.90% | ――     | 社会民主党新潟県連合推薦 | ○    |
|      | 鷲尾英一郎 | 47   | 自由民主党 | 前   | 71,672票 | 34.32% | 76.44% | 公明党推薦               | ○    |
|      | 泉田裕彦   | 62   | 無所属     | 前   | 43,396票 | 20.78% | 46.28% |                          | ×    |

時の内閣：第1次岸田内閣 解散日：2021年10月14日 公示日：2021年10月19日
当日有権者数：30万7471人 最終投票率：64.17%（前回比：0.1%） （全国投票率：55.93%（2.25%））
| 当落 | 候補者名   | 年齢 | 所属党派   | 新旧 | 得票数   | 得票率 | 惜敗率 | 推薦・支持                           | 重複 |
| ---- | ---------- | ---- | ---------- | ---- | -------- | ------ | ------ | ------------------------------------ | ---- |
| 当   | 菊田真紀子 | 52   | 立憲民主党 | 前   | 97,494票 | 50.06% | ――     | 日本共産党・社会民主党新潟県連合推薦 | ○    |
| 比当 | 国定勇人   | 49   | 自由民主党 | 新   | 97,256票 | 49.94% | 99.76% | 公明党推薦                           | ○    |

- 市町村別は右のリンクから[注 1]

時の内閣：第3次安倍第3次改造内閣 解散日：2017年9月28日 公示日：2017年10月10日
当日有権者数：31万7754人 最終投票率：64.07%（前回比：10.78%） （全国投票率：53.68%（1.02%））
| 当落 | 候補者名   | 年齢 | 所属党派          | 新旧 | 得票数    | 得票率 | 惜敗率 | 推薦・支持                                 | 重複 |
| ---- | ---------- | ---- | ----------------- | ---- | --------- | ------ | ------ | ------------------------------------------ | ---- |
| 当   | 菊田真紀子 | 47   | 無所属 (民進党籍) | 前   | 112,600票 | 56.27% | ――     | 日本共産党・社会民主党・自由党新潟県連推薦 |      |
|      | 金子恵美   | 39   | 自由民主党        | 前   | 87,524票  | 43.73% | 77.73% | 公明党推薦                                 | ◯    |

- 金子は比例北陸信越ブロックで比例同順位内の惜敗率が次点だったため、石崎徹の議員辞職に伴い繰り上げ当選の対象となったが、既に政界を引退していたため辞退した（次々点の小松裕が繰り上げ当選）。

時の内閣：第2次安倍改造内閣 解散日：2014年11月21日 公示日：2014年12月2日
当日有権者数：31万6172人 最終投票率：53.29%（前回比：7.49%） （全国投票率：52.66%（6.66%））
| 当落 | 候補者名   | 年齢 | 所属党派   | 新旧 | 得票数   | 得票率 | 惜敗率 | 推薦・支持 | 重複 |
| ---- | ---------- | ---- | ---------- | ---- | -------- | ------ | ------ | ---------- | ---- |
| 当   | 金子恵美   | 36   | 自由民主党 | 前   | 77,137票 | 46.70% | ――     | 公明党推薦 | ○    |
| 比当 | 菊田真紀子 | 45   | 民主党     | 前   | 74,073票 | 44.85% | 96.03% |            | ○    |
|      | 西沢博     | 34   | 日本共産党 | 新   | 13,957票 | 8.45%  | 18.09% |            |      |

時の内閣：野田第3次改造内閣 解散日：2012年11月16日 公示日：2012年12月4日
当日有権者数：31万8807人 最終投票率：60.78%（前回比：12.51%） （全国投票率：59.32%（9.96%））
| 当落 | 候補者名   | 年齢 | 所属党派     | 新旧 | 得票数   | 得票率 | 惜敗率 | 推薦・支持 | 重複 |
| ---- | ---------- | ---- | ------------ | ---- | -------- | ------ | ------ | ---------- | ---- |
| 当   | 金子恵美   | 34   | 自由民主党   | 新   | 80,514票 | 42.59% | ――     | 公明党     | ○    |
| 比当 | 菊田真紀子 | 43   | 民主党       | 前   | 66,457票 | 35.15% | 82.54% | 国民新党   | ○    |
|      | 栗原博久   | 65   | 日本維新の会 | 元   | 32,181票 | 17.02% | 39.97% |            | ○    |
|      | 西沢博     | 32   | 日本共産党   | 新   | 9,908票  | 5.24%  | 12.31% |            |      |

- 栗原は2023年聖籠町議会議員選挙に無所属で立候補し当選。

時の内閣：麻生内閣 解散日：2009年7月21日 公示日：2009年8月18日
当日有権者数：32万1921人 最終投票率：73.29%（前回比：1.28%） （全国投票率：69.28%（1.77%））
| 当落 | 候補者名   | 年齢 | 所属党派   | 新旧 | 得票数    | 得票率 | 惜敗率 | 推薦・支持 | 重複 |
| ---- | ---------- | ---- | ---------- | ---- | --------- | ------ | ------ | ---------- | ---- |
| 当   | 菊田真紀子 | 39   | 民主党     | 前   | 144,230票 | 62.51% | ――     |            | ○    |
|      | 栗原洋志   | 38   | 自由民主党 | 新   | 82,826票  | 35.90% | 57.43% |            | ○    |
|      | 関谷剛     | 38   | 幸福実現党 | 新   | 3,660票   | 1.59%  | 2.54%  |            |      |

時の内閣：第2次小泉改造内閣 解散日：2005年8月8日 公示日：2005年8月30日
当日有権者数：32万2023人 最終投票率：72.01%（前回比：4.49%） （全国投票率：67.51%（7.65%））
| 当落 | 候補者名   | 年齢 | 所属党派   | 新旧 | 得票数    | 得票率 | 惜敗率 | 推薦・支持 | 重複 |
| ---- | ---------- | ---- | ---------- | ---- | --------- | ------ | ------ | ---------- | ---- |
| 当   | 菊田真紀子 | 35   | 民主党     | 前   | 114,843票 | 50.52% | ――     |            | ○    |
|      | 栗原洋志   | 34   | 自由民主党 | 新   | 93,971票  | 41.34% | 81.83% |            | ○    |
|      | 武藤元美   | 48   | 日本共産党 | 新   | 18,503票  | 8.14%  | 16.11% |            |      |

時の内閣：第1次小泉第2次改造内閣 解散日：2003年10月10日 公示日：2003年10月28日
当日有権者数：32万1244人 最終投票率：67.52%（前回比：2.72%） （全国投票率：59.86%（2.63%））
| 当落 | 候補者名   | 年齢 | 所属党派   | 新旧 | 得票数    | 得票率 | 惜敗率 | 推薦・支持 | 重複 |
| ---- | ---------- | ---- | ---------- | ---- | --------- | ------ | ------ | ---------- | ---- |
| 当   | 菊田真紀子 | 34   | 民主党     | 新   | 113,271票 | 53.45% | ――     |            | ○    |
|      | 栗原博久   | 56   | 自由民主党 | 前   | 83,880票  | 39.58% | 74.05% |            | ○    |
|      | 武藤元美   | 46   | 日本共産党 | 新   | 14,776票  | 6.97%  | 13.04% |            |      |

時の内閣：第1次森内閣 解散日：2000年6月2日 公示日：2000年6月13日 最終投票率：70.24% （全国投票率：62.49%（2.84%））
| 当落 | 候補者名   | 年齢 | 所属党派   | 新旧 | 得票数   | 得票率 | 惜敗率 | 推薦・支持 | 重複 |
| ---- | ---------- | ---- | ---------- | ---- | -------- | ------ | ------ | ---------- | ---- |
| 当   | 栗原博久   | 53   | 自由民主党 | 前   | 72,604票 | 33.21% | ――     |            | ○    |
|      | 菊田真紀子 | 30   | 自由党     | 新   | 69,910票 | 31.98% | 96.29% |            | ○    |
|      | 坂上富男   | 73   | 民主党     | 前   | 58,008票 | 26.54% | 79.90% |            | ○    |
|      | 武藤元美   | 43   | 日本共産党 | 新   | 18,069票 | 8.27%  | 24.89% |            |      |

時の内閣：第1次橋本内閣 解散日：1996年9月27日 公示日：1996年10月8日 （全国投票率：59.65%（8.11%））
| 当落 | 候補者名 | 年齢 | 所属党派   | 新旧 | 得票数   | 得票率 | 惜敗率 | 推薦・支持 | 重複 |
| ---- | -------- | ---- | ---------- | ---- | -------- | ------ | ------ | ---------- | ---- |
| 当   | 栗原博久 | 49   | 自由民主党 | 前   | 85,743票 | 41.60% | ――     |            | ○    |
|      | 渡辺秀央 | 62   | 無所属     | 元   | 62,823票 | 30.48% | 73.27% | 新進党推薦 | ×    |
| 比当 | 坂上富男 | 69   | 民主党     | 前   | 42,144票 | 20.45% | 49.15% |            | ○    |
|      | 渡辺憲彦 | 53   | 日本共産党 | 新   | 15,408票 | 7.48%  | 17.97% |            |      |

- 渡辺秀央は第18回参議院議員通常選挙に比例区から立候補し、当選。